# Voyager (przeglądarka)
Voyager – przeglądarka internetowa dla komputerów Amiga. Został stworzony przez firmę VaporWare, która wyprodukowała także wiele innych programów sieciowych dla Amigi.
Voyager obsługuje HTML w wersji 3.2, częściowo także 4, JavaScript, ramki, SSL, Flash i inne elementy struktury stron www.
Istnieje również wersja Voyagera dla systemu MorphOS.